# Seznam nosilcev medalje za sodelovanje in prijateljstvo
Seznam nosilcev medalje za sodelovanje in prijateljstvo.

## Seznam
(datum podelitve - ime)
- 7. julij 2000 - Miroslav Ulčar